# Handle with Care (film 1958)
Handle with Care è un film del 1958 diretto da David Friedkin.
È un film drammatico statunitense con Dean Jones, Joan O'Brien e Thomas Mitchell.

## Produzione
Il film, diretto da David Friedkin su una sceneggiatura di Morton S. Fine e dello stesso Friedkin con il soggetto di Samuel Grafton e Edith Grafton, fu prodotto da Morton S. Fine per la Metro-Goldwyn-Mayer e girato da fine settembre all'inizio di ottobre 1957. Il titolo di lavorazione fu Mock Trial.

## Distribuzione
Il film fu distribuito negli Stati Uniti dal 18 aprile 1958 dalla Metro-Goldwyn-Mayer. È stato distribuito anche in Svezia con il titolo Strängt personligt.

## Promozione
La tagline è: "The Girl Who Loves The Guy The Whole Town Hates! ".